# 阿列克谢·马列西耶夫
阿列克谢·彼得罗维奇·马列西耶夫（俄语：Алексей Петрович Маресьев，羅馬化：Alexey Petrovich Maresyev，1916年5月20日—2001年5月18日）苏联战斗机飞行员。苏联英雄（1943年）。上校军衔（1978年）。
他曾在苏德战争中失去双腿，但又重返战场。他是波列伏依小说《真正的人》里的主人公原型。

## 生平
出生于卡梅申。父亲早逝。1937年参加苏军。1940年毕业于巴泰斯克军事航空学校。苏德战争时期在西北方面军作战，历任歼击航空兵团中队长、副团长、团领航主任。
1942年3月击落了四架德国战机。1942年4月5日从战斗任务中返回时，他驾驶的伊-16戰鬥機在旧鲁萨附近被敌军击中，迫降在后方。他身负重伤，艰难爬行了18昼夜，被村民发现并得救。他的腿已经坏疽，医生截掉了他的双腿。他恢复得很快，能通过假肢继续活动。

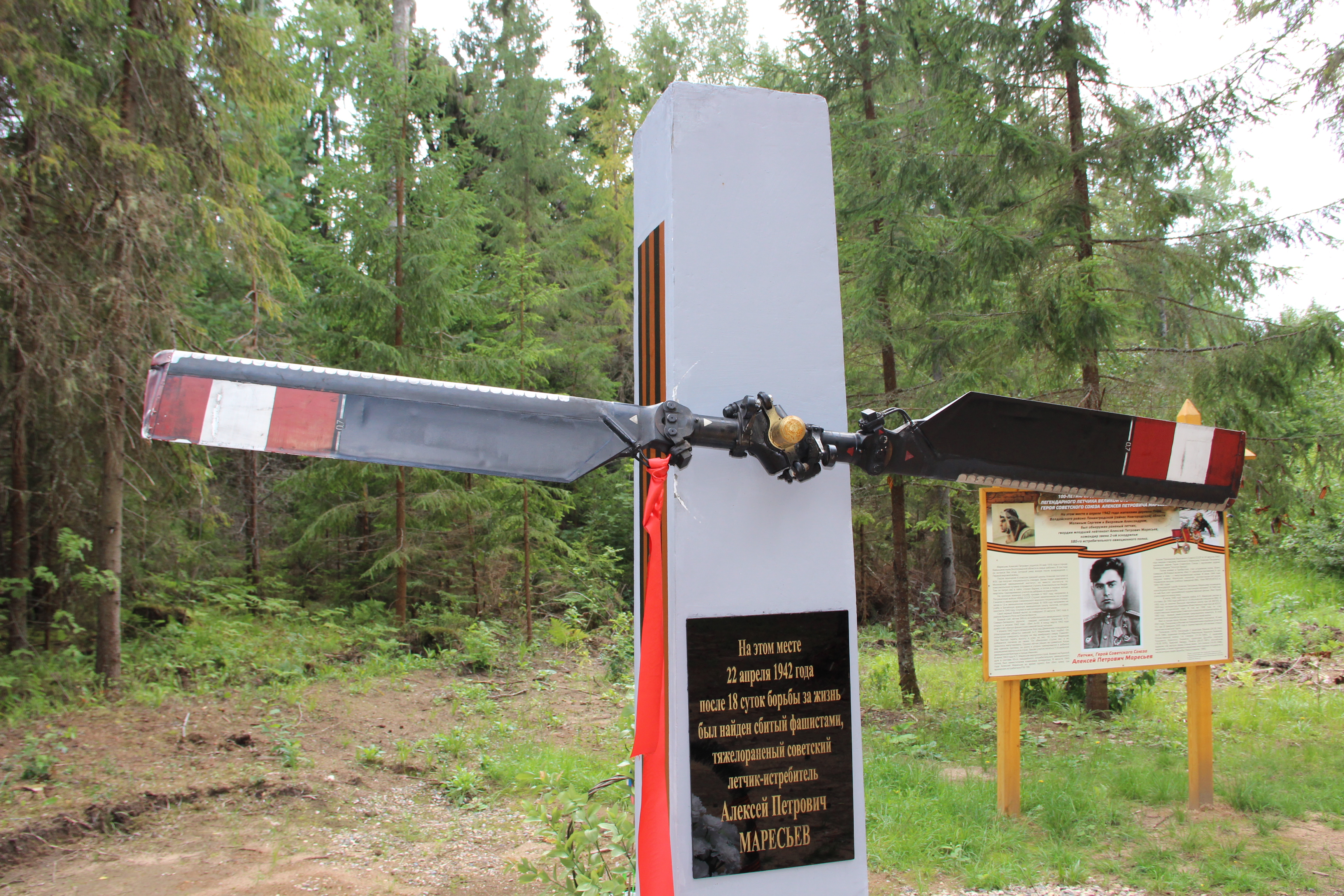
2016年，人们在马列西耶夫当年迫降身负重伤的地方建立了纪念碑

1943年6月重返战场。1943年8月24日被授予“苏联英雄”称号及金星奖章（编号1102）。多数资料认为他生涯共击落11架敌机（截肢前4架，截肢后7架），也有资料表示少于11架。1946年7月退役。1956年9月起任苏联老战士委员会责任书记。
2001年5月18日是他85岁生日的前两天。在友人们为他举行祝寿庆典的前一个半小时，他却因突发心脏病去世。

## 改编
苏联著名作家波列伏依的中篇小说《真正的人》就是以马列西耶夫的素材为基础进行的创作。他把主人公的姓改了一个字母，变成了梅列耶夫。
小说被多次搬上银幕，较著名的有普羅科菲耶夫的最后一部戏剧《真正的人》。2005年，俄羅斯-1电视频道播出了题为《阿列克谢·马列西耶夫：真正的人的命运》纪录片。

## 荣誉
苏联奖项
- 蘇聯英雄称号（1943年8月24日）
- 列寧勳章（1943年8月24日和1986年5月19日）
- 紅旗勳章（1942年6月23日）
- 十月革命勋章
- 一级衛國戰爭勳章（1985年4月6日）
- 劳动红旗勋章（两枚，1966年5月19日）
- 各民族人民友谊勋章（1976年5月19日）
- 红星勋章
- 荣誉勋章（1991年7月26日）

俄罗斯联邦奖项
- 三级祖国功勋勋章（1996年5月16日）[7]
- 友谊勋章（2000年5月4日）

国外奖项
- 友谊勋章（捷克斯洛伐克）[8]

## 纪念
- 1974年8月22日由柳德米拉·朱拉夫寥娃在克里米亚天文台发现的小行星2173以“马列西耶夫”命名[9]。

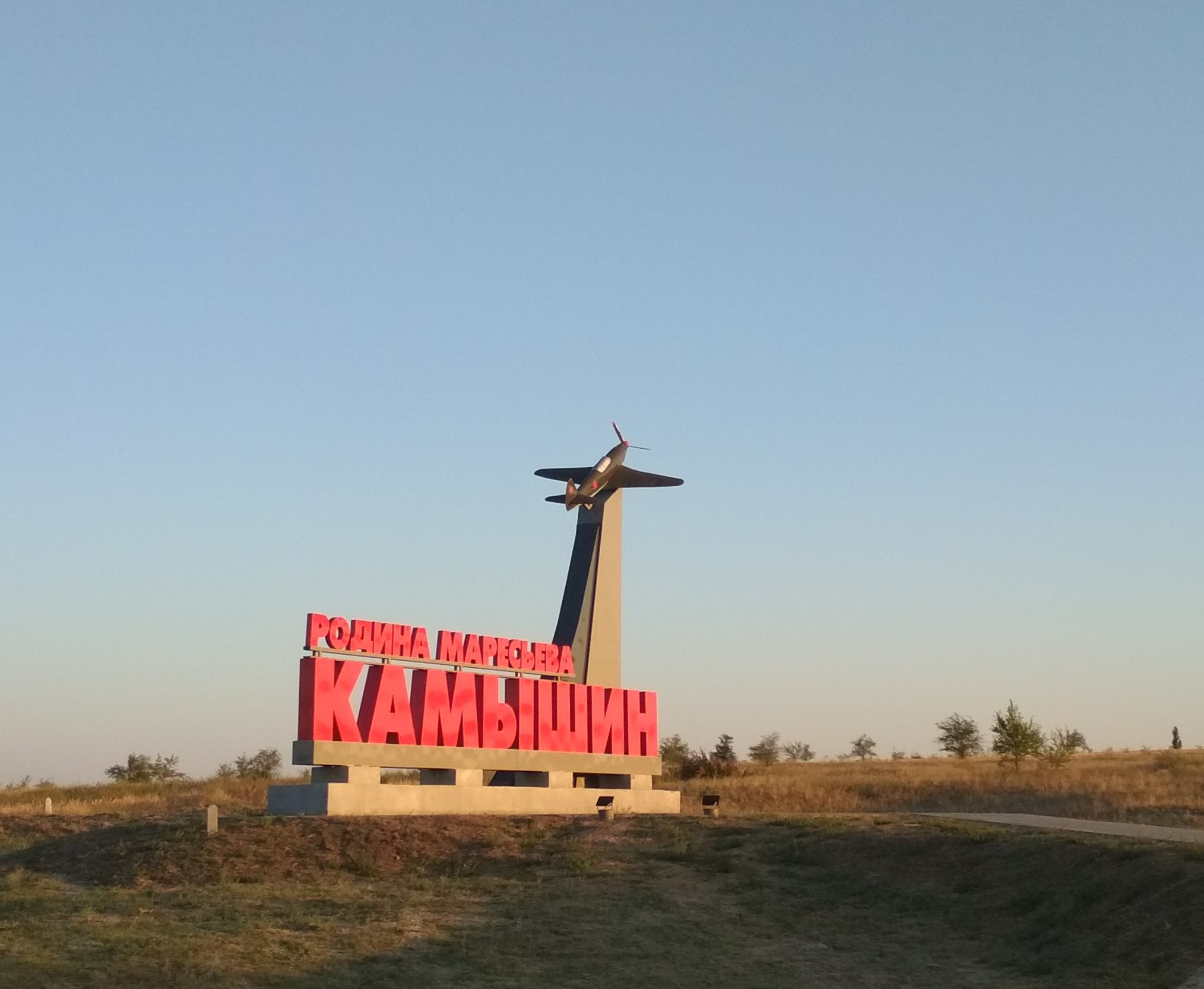
卡梅申进城入口处的纪念石碑
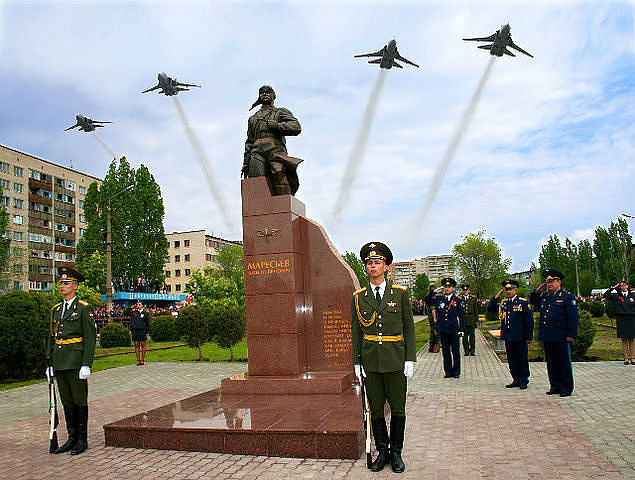
卡梅申的纪念像
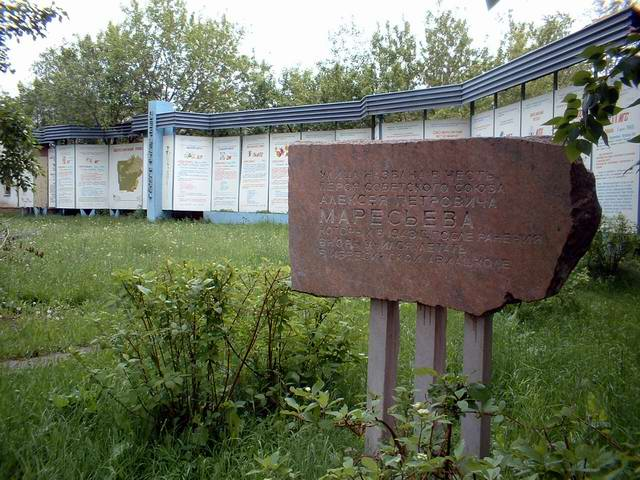
楚瓦什共和国伊布列西的纪念碑
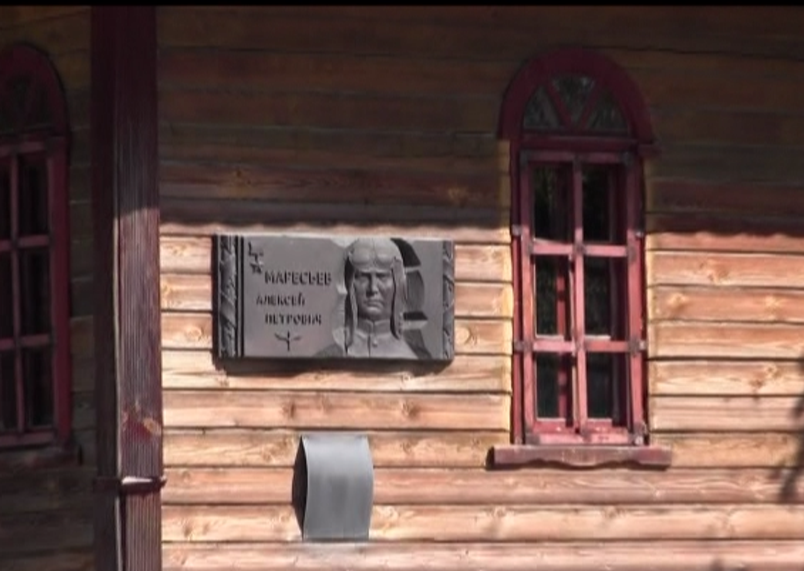
巴泰斯克教堂的纪念牌匾
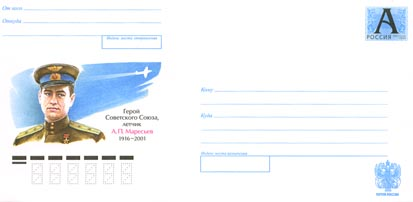
纪念信封
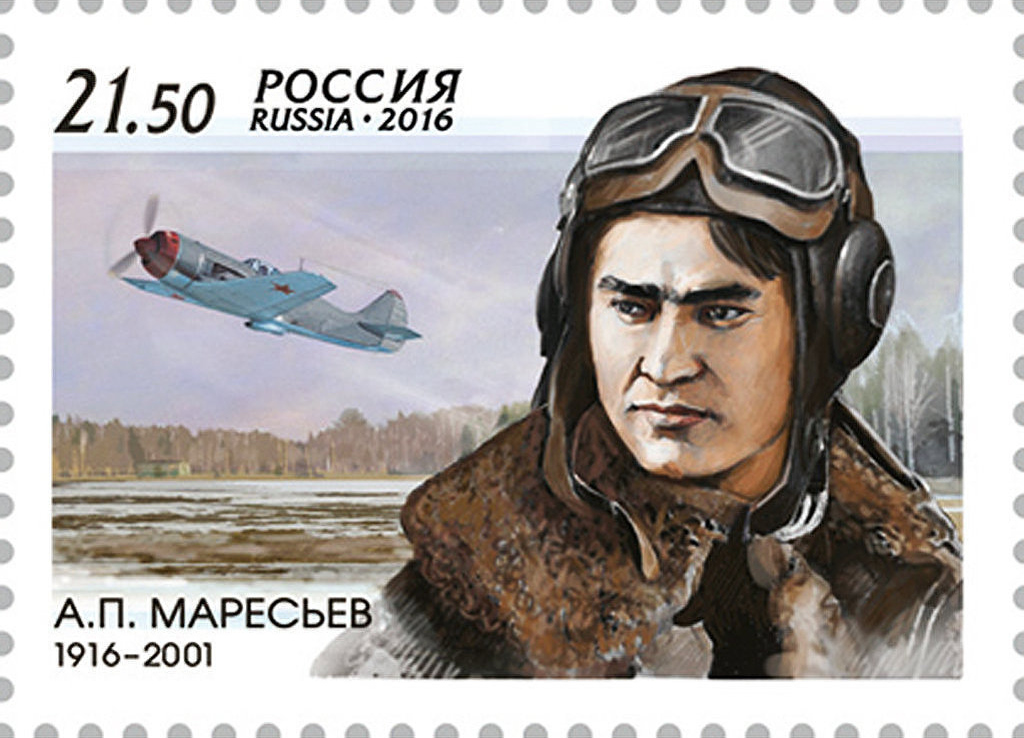
2016年俄罗斯邮票